# شهر زي العسل
شهر زي العسل هو فيلم كويتي رومانسي كوميدي، من إخراج إيلي السمعان وبطولة نور الغندور ومحمود بوشهري. تم عرض الفيلم على منصة نتفليكس في 29 أبريل 2024.

## بطولة
- نور الغندور في دور نور.
- محمود بوشهري في دور حمد.
- آسيا الشمري في دور أمل.
- مهدي برويز في دور وائل.

## وصلات خارجية
- شهر زي العسل على موقع IMDb (الإنجليزية)
- شهر زي العسل على موقع روتن توميتوز (الإنجليزية)
- شهر زي العسل على موقع نتفليكس (الإنجليزية)
- شهر زي العسل على موقع قاعدة بيانات الفيلم (الإنجليزية)
- شهر زي العسل على موقع ليتربوكسد (الإنجليزية)